# مل ریسکو
مل الیزابت ریسکو گونزالس (زاده ۲۳ ژوئیه ۲۰۰۲) یک تنیس باز اکوادوری است.